# Azteca lucida
Azteca lucida är en myrart som beskrevs av Auguste-Henri Forel 1899. Azteca lucida ingår i släktet Azteca och familjen myror. Inga underarter finns listade.